# Ötvöskónyi megállóhely
Ötvöskónyi megállóhely egy Somogy vármegyei vasúti megállóhely Ötvöskónyi településen, a MÁV üzemeltetésében.
A lakott terület északi szélén helyezkedik el, közúti elérését a 68-as főútból kiágazó 66 338-as számú mellékút biztosítja.

## Vasútvonalak
A megállóhelyet az alábbi vasútvonalak érintik:
- Dombóvár–Gyékényes-vasútvonal

## Kapcsolódó állomások
A megállóhelyhez az alábbi állomások vannak a legközelebb:
- Beleg vasútállomás (Dombóvár–Gyékényes-vasútvonal)
- Somogyszob vasútállomás (Dombóvár–Gyékényes-vasútvonal)

## Forgalom
| Járat            | Útvonal | Gyakoriság     |
| ---------------- | --- | -------------- |
| személyvonat     | Dombóvár – Dombóvár alsó – Nagyberki – Kaposszentjakab – Kaposvár – Kaposújlak – Kaposmérő – Kaposfő – Kiskorpád – Jákó-Nagybajom – Kutas – Beleg – Ötvöskónyi – Somogyszob – Bolhás – Szenta – Zrínyitelep – Csurgó – Gyékényes (– napi 3 pár tovább: Zákány – Őrtilos – Murakeresztúr – Nagykanizsa) | Kb. 2 óránként |
| Somogy InterCity | Budapest-Keleti – Budapest-Kelenföld – Simontornya – Pincehely – Szakály-Hőgyész – Dombóvár – Kaposvár – Kiskorpád – Jákó-Nagybajom – Kutas – Beleg – Ötvöskónyi – Somogyszob – Bolhás – Csurgó – Gyékényes                                                                                            | Napi 1 pár     |